# Bilder aus Deutschland (Briefmarkenserie)
Bilder aus Deutschland ist eine Briefmarkenserie der Bundesrepublik Deutschland, die in lockerer Folge die Schönheit und Vielfalt deutscher Landschaften an markanten Beispielen zeigt. Sie darf nicht mit der Briefmarkenserie Bilder aus deutschen Städten verwechselt werden.
Die ersten Marken sind zu Zeiten der Deutschen Bundespost 1993 erschienen und bis zum Jahr 2003 wurden alle Marken von Heinz Schillinger (1929–2008) entworfen. Nach einer dreijährigen Pause setzte die Deutsche Post AG im Auftrage des Bundesministeriums der Finanzen die Serie mit einer Blockausgabe 2006, welche von Joachim Rieß entworfen wurde, fort.
Fast alle von Heinz Schillinger entworfenen Marken wurden im Offsetdruck in der Bundesdruckerei Berlin mit einer Kammzähnung von 13 3/4 zu 14 hergestellt. In den ersten beiden Ausgabejahren 1993 und 1994 wurden die Marken noch im normalen Briefmarkenbogen zu 25 Marken pro Bogen im Format 5×5 gedruckt. Nach der Umstellung auf Kleinbogen wurden nur noch 10 Marken pro Bogen im Format 2×5 gedruckt. Die letzte von Heinz Schillinger entworfene Marke der Serie von 2003 wurde von der Druckerei Schwann-Bagel in Düsseldorf mit einer Kammzähnung von 13 zu 13½ gedruckt.
Alle Postwertzeichen hatten zum Ausgabezeitpunkt den Wert für einen Standardbrief innerhalb Deutschlands. Die am 28. August 1997 herausgegebenen Marken hatten schon die Portoerhöhung zum 1. September 1997 vorweggenommen. Standardbriefe waren also in der Zeit zwischen dem Donnerstag, 28. August und den Montag, 1. September mit 10 Pfennig überfrankiert.

## Liste der Ausgaben und Motive
Legende
- Bild: Eine bearbeitete Abbildung der genannten Marke. Das Verhältnis der Größe der Briefmarken zueinander ist in diesem Artikel annähernd maßstabsgerecht dargestellt. Sollten keine Marken abgebildet sein, liegt es daran, dass das Urheberrecht des Künstlers noch nicht erloschen ist.
- Beschreibung: Eine Kurzbeschreibung des Motivs und/oder des Ausgabegrundes. Bei ausgegebenen Serien oder Blocks werden die zusammengehörigen Beschreibungen mit einer Markierung versehen eingerückt.
- Wert: Der Frankaturwert der einzelnen Marke in der im Tabellenkopf genannten Währungseinheit. Ein „+“ bedeutet, dass es sich um eine Zuschlagsmarke handelt (= Frankaturwert + Spende).
- Ausgabedatum: Das Datum des erstmaligen Verkaufs dieser Briefmarke.
- Auflage: Soweit bekannt, wird hier die zum Verkauf angebotene Anzahl dieser Ausgabe angegeben.
- Entwurf: Soweit bekannt, wird hier angegeben, von wem der Entwurf dieser Marke stammt.
- Mi.-Nr.: Diese Briefmarke wird im Michel-Katalog unter der entsprechenden Nummer gelistet.

| Sondermarken (in DM) |                                                           |                  |                    |                                  |                   |        |
| Bild                 | Beschreibung                                              | Werte in Pfennig | Ausgabe- datum     | Auflage                          | Entwurf           | Mi-Nr. |
|                      | Folge I - Rügen, Kap Arkona                               | 100              | 15. Juli 1993      | 25.750.000                       | Heinz Schillinger | 1684   |
|                      | - Harz, Goslar                                            | 100              | 15. Juli 1993      | 26.300.000                       | Heinz Schillinger | 1685   |
|                      | - Hohe Rhön, Wasserkuppe                                  | 100              | 15. Juli 1993      | 22.660.000                       | Heinz Schillinger | 1686   |
|                      | Folge II - Schloss Neuschwanstein und Blick auf die Alpen | 100              | 14. Juli 1994      | 19.980.000                       | Heinz Schillinger | 1742   |
|                      | - Erzgebirge                                              | 100              | 14. Juli 1994      | 19.500.000                       | Heinz Schillinger | 1743   |
|                      | - Maintal, Wertheim                                       | 100              | 14. Juli 1994      | 19.550.000                       | Heinz Schillinger | 1744   |
|                      | - Mecklenburgische Seenplatte, Müritz-Nationalpark        | 100              | 14. Juli 1994      | 19.735.000                       | Heinz Schillinger | 1745   |
|                      | Folge III - Fränkische Schweiz, Tüchersfeld               | 100              | 6. Juli 1995       | 38.584.000 davon 324.000 auf ETB | Heinz Schillinger | 1807   |
|                      | - Havellandschaft in Berlin, Pfaueninsel                  | 100              | 6. Juli 1995       | 40.534.000 davon 324.000 auf ETB | Heinz Schillinger | 1808   |
|                      | - Oberlausitz, Zittauer Gebirge                           | 100              | 6. Juli 1995       | 37.894.000 davon 324.000 auf ETB | Heinz Schillinger | 1809   |
|                      | - Sauerland, Hallenberg                                   | 100              | 6. Juli 1995       | 41.714.000 davon 324.000 auf ETB | Heinz Schillinger | 1810   |
|                      | Folge IV - Holsteinische Schweiz, Schloss Plön            | 100              | 11. April 1996     | 31.170.000                       | Heinz Schillinger | 1849   |
|                      | - Saalelandschaft in Thüringen                            | 100              | 11. April 1996     | 30.600.000                       | Heinz Schillinger | 1850   |
|                      | - Spreewald, Leiper Graben                                | 100              | 11. April 1996     | 29.480.000                       | Heinz Schillinger | 1851   |
|                      | - Eifel, Kloster Maria Laach                              | 100              | 11. April 1996     | 30.750.000                       | Heinz Schillinger | 1852   |
|                      | Folge V - Bayerischer Wald                                | 110              | 28. August 1997    | 94.720.000 davon 293.200 auf ETB | Heinz Schillinger | 1943   |
|                      | - Lüneburger Heide                                        | 110              | 28. August 1997    | 49.150.000 davon 293.200 auf ETB | Heinz Schillinger | 1944   |
|                      | - Norddeutsche Moorlandschaft                             | 110              | 28. August 1997    | 67.500.000 davon 293.200 auf ETB | Heinz Schillinger | 1945   |
|                      | Folge VI - Blick auf die Dreiflüssestadt Passau           | 110              | 16. März 2000      | 25.000.000                       | Heinz Schillinger | 2103   |
|                      | Folge VII - Blick auf die Saarschleife bei Mettlach       | 110              | 14. September 2000 | 29.000.000                       | Heinz Schillinger | 2133   |

| Ähnliche Sondermarken (in DM) |                                                                      |                  |                 |            |                   |         |
| Bild                          | Beschreibung                                                         | Werte in Pfennig | Ausgabe- datum  | Auflage    | Entwurf           | Mi.-Nr. |
|                               | zählt zur Serie: Bilder aus deutschen Städten Gendarmenmarkt, Berlin | 100              | 14. August 1996 | 25.590.000 | Heinz Schillinger | 1877    |

| Sondermarken (in Euro) |                                             |                   |                 |                                 |                   |                   |
| Bild                   | Beschreibung                                | Werte in Eurocent | Ausgabe- datum  | Auflage                         | Entwurf           | Mi.-Nr.           |
|                        | Folge VIII - Industrielandschaft Ruhrgebiet | 55                | 10. Juli 2003   | 29.000.000                      | Heinz Schillinger | 2355              |
|                        | Blockausgabe: Schwarzwald                   | 55                | 10. August 2006 | 4.300.000 davon 105.000 auf ETB | Joachim Rieß      | Block 68 mit 2554 |